# Грейсон Ченс
Грейсон Майкл Ченс (англ. Greyson Michael Chance, нар. 16 серпня 1997, Вічита-Фолс, Техас, США) — американський співак та піаніст.

## Біографія
Грейсон отримав широку популярність завдяки виконанню кавер-версії пісні Lady Gaga «Paparazzi» на шкільному музичному фестивалі. Відеозапис цього виступу весною 2010 року стала хітом на YouTube, зібравши понад 37 мільйонів переглядів (до березня 2012 року кількість переглядів перевищила 46 мільйонів). Його власні композиції «Stars» і «Broken Hearts» подивилися 4 і 6 мільйонів осіб відповідно.
Чи варто дивуватися, що шестикласника з Оклахоми запросила на своє шоу сама Елен Дедженерес, де він і виконав пісню, що підкорила серця юних і не дуже шанувальників Lady Gaga. Юний Грейсон на шоу тримався впевнено, розповівши, що вчиться грі на фортепіано вже протягом трьох років, але ніколи не вчився співати.
Він почав їздити з Коді Сімпсоном в спільному турі «Waiting 4U Tour», а потім і з Мірандою Когсров в турі «Dancing crazy». І за цей час він став дуже популярний в Америці і за кордоном.
У жовтні 2010 був представлений дебютний сингл Грейсона «Waiting Outside the Lines» та відео на цю пісню. За свою роботу юний виконавець був удостоєний премії «Hollywood Teen TV Awards», а також номінований на «Teen Choice Awards» та «People's Choice Awards».
17 травня 2011 вийшов його новий трек «Unfriend You», але кліп вийшов тільки в серпні. Також 2 серпня вийшов його дебютний альбом «Hold On 'Till the Night». Юний співак знявся в двох серіях американського ситкому «Raising Hope». Восени 2011 року Грейсон вирушив у тур по Азії, в якому відвідав чотири країни: Малайзію, Сінгапур, Філіппіни та Індонезію. У грудні цього ж року вийшов його третій кліп на пісню «Hold On 'Till The Night».
2 серпня 2011 у нього вийшов дебютний альбом «Hold On 'Till The Night»

## Дискографія

### Альбоми
- 2011 — Hold On 'til the Night
- 2012 — Truth Be Told part 1

### Сингли
- 2010 — Waiting Outside the Lines
- 2011 — Unfriend You
- 2011 — Hold On 'til the Night
- 2012 — Take A Look At Me Now
- 2012 — Sunshine and City Lights

## Відеографія
| Рік  | Пісня                     | Режисер                     |
| ---- | ------------------------- | --------------------------- |
| 2010 | Waiting Outside the Lines | Sanaa Hamri                 |
| 2011 | Unfriend You              | Marc Klasfeld               |
| 2011 | Hold On 'til the Night    | Dano Cerny, Marielle Tepper |
| 2012 | Sunshine and city lights  | Greyson Chance              |

## Тури
- Waiting 4U Tour
- Dancing Crazy Tour
- Asia Tour 2011

## Нагороди та визнання
| Рік  | Категорія                                         | Робота     | Нагорода                       | Результат |
| ---- | ------------------------------------------------- | ---------- | ------------------------------ | --------- |
| 2010 | Choice Web Star                                   | Самостійно | Teen Choice Awards             | Номінація |
| 2010 | Icon of Tomorrow                                  | Самостійно | J-14 Teen Icon Awards          | Номінація |
| 2010 | Teen Pick: YouTube Artist                         | Самостійно | Hollywood Teen TV Awards       | Номінація |
| 2011 | Favorite Viral Video Star                         | Самостійно | People's Choice Awards         | Номінація |
| 2011 | Rockin’ New Artist of the Year                    | Самостійно | Youth Rock Awards              | Номінація |
| 2012 | Most Popular New International Artist of the Year | Самостійно | MTV-CCTV Mandarin Music Awards | Перемога  |